# Megapòdids
Els megapòdids (Megapodiidae) són una família de l'ordre dels gal·liformes, coneguda pels seus hàbits reproductius.

## Descripció
Són ocells semblants a pollastres, amb petits caps i grans peus d'au terrestre, als que fa referència el seu nom (grec: mega = gran, poda= peu). Fan una llargària que va dels 30 cm en les espècies més petites fins als 60 cm en les més grans, i un pes entre 900 g i 8 kg. Els colors generals van del marró al negre o gris. Algunes espècies presenten carúncules colorades a la cara. Lleugers dimorfismes sexuals.

## Alimentació
Insectes, llavors, fruites, rails, caragols, petits crustacis.

## Reproducció
Els megàpodes no coven els seus ous amb el seu calor corporal, com altres ocells, si no que els soterren i són covats pel sol, la calor de la descomposició de productes vegetals, o inclús l'activitat volcànica. Els ous tenen un gran rovell, d'aproximadament el 50-70% del pes total. S'ha comprovat en Alectura lathami, que el major o menor calor d'incubació fa variar la proporció en el sexes de la niuada. És possible que això es puga fer extensiu a altres espècies.
Els pollets del megapòdids trenquen els ous amb les seues potents urpes, i després caven un túnel per a sortir del lloc on estan soterrats. Són molt precoces i nidífugues, sortint de l'ou amb unes capacitats superiors a la de qualsevol au. Naixen amb els ulls oberts, amb coordinació corporal i força, amb totes les plomes alars i poden fugir dels predadors immediatament, i en algunes espècies volar el mateix dia del seu naixement i portar una vida independent.

## Hàbitat i distribució
La major part de les espècies viuen al bosc humit i matoll xerofític, però també a la vegetació de platges i una espècie als boscos semi àrids d'eucaliptus.
Es distribueixen per la regió d'Australàsia, incloent illes del Pacífic Oriental, Austràlia, Nova Guinea, i les Illes d'Indonèsia a l'est de la línia de Wallace, però també a les Illes Nicobar. La distribució de la família es va contraure amb l'arribada de l'home, i a molts grups d'illes, com ara Fiji, Tonga i Nova Caledònia, han perdut moltes o la totalitat de les espècies.

## Taxonomia
Se n'han fet diversos estudis sobre la relació entre les diferents espècies d'aquesta família, que se considera formada per 7 gèneres amb 21 espècies:
- Gènere Alectura, amb una espècie: Talègol cap-roig (Alectura lathami).
- Gènere Aepypodius, amb dues espècies.
- Gènere Talegalla, amb tres espècies.
- Gènere Leipoa, amb una espècie: Talègol ocel·lat (Leipoa ocellata).
- Gènere Macrocephalon, amb una espècie: Talègol maleo (Macrocephalon maleo).
- Gènere Eulipoa, amb una espècie: Megàpode de Wallace (Eulipoa wallacei).
- Gènere Megapodius, amb 12 espècies.